# 白花卵叶杜鹃
白花卵叶杜鹃（学名：Rhododendron callimorphum var. myiagrum）为杜鹃花科杜鹃花属下的一个变种。

## 扩展阅读
- 維基物種上的相關：白花卵叶杜鹃